# Lluís I de Baviera
Aquest article es refereix al rei de Baviera. Pel duc Lluís I de Baviera vegeu Lluís I de Wittelsbach.
Lluís I de Baviera (alemany: Ludwig I. von Bayern)  (Estrasburg, 25 d'agost de 1786 - Niça, 29 de febrer de 1868) fou rei de Baviera des de 1825 fins a 1848. Membre de la branca palatina de la dinastia Wittelsbach, era fill de Maximilià I Josep de Baviera i d'Augusta Guillemina de Hessen-Darmstadt.
Successor del seu pare, Maximilià I Josep de Baviera, Lluís I sentí una gran afició per l'art, especialment pels estils de la Grècia antiga i de la Itàlia renaixentista, d'ací que fes construir molts edificis neoclàssics, principalment a Múnic. D'altra banda, també sentia entusiasme per l'edat mitjana, motiu pel qual feu restaurar molts monestirs enderrocats arran de la Mediatització d'Alemanya.
Donant suport a la independència de Grècia, Lluís I va aconseguir que el seu fill segon Otó fos proclamat rei de Grècia el 1832.
Si en un principi havia mostrat tendències liberals, després que Carles X de França fos derrocat per la revolució de 1830, Lluís I va començar una política reaccionària i repressiva, la qual, juntament amb el descrèdit del monarca arran dels seus múltiples afers amorosos, va dur al triomf de la revolució de 1848, a conseqüència de la qual va haver d'abdicar a favor del seu fill Maximilià II de Baviera (1848-1864).

## Matrimoni i fills

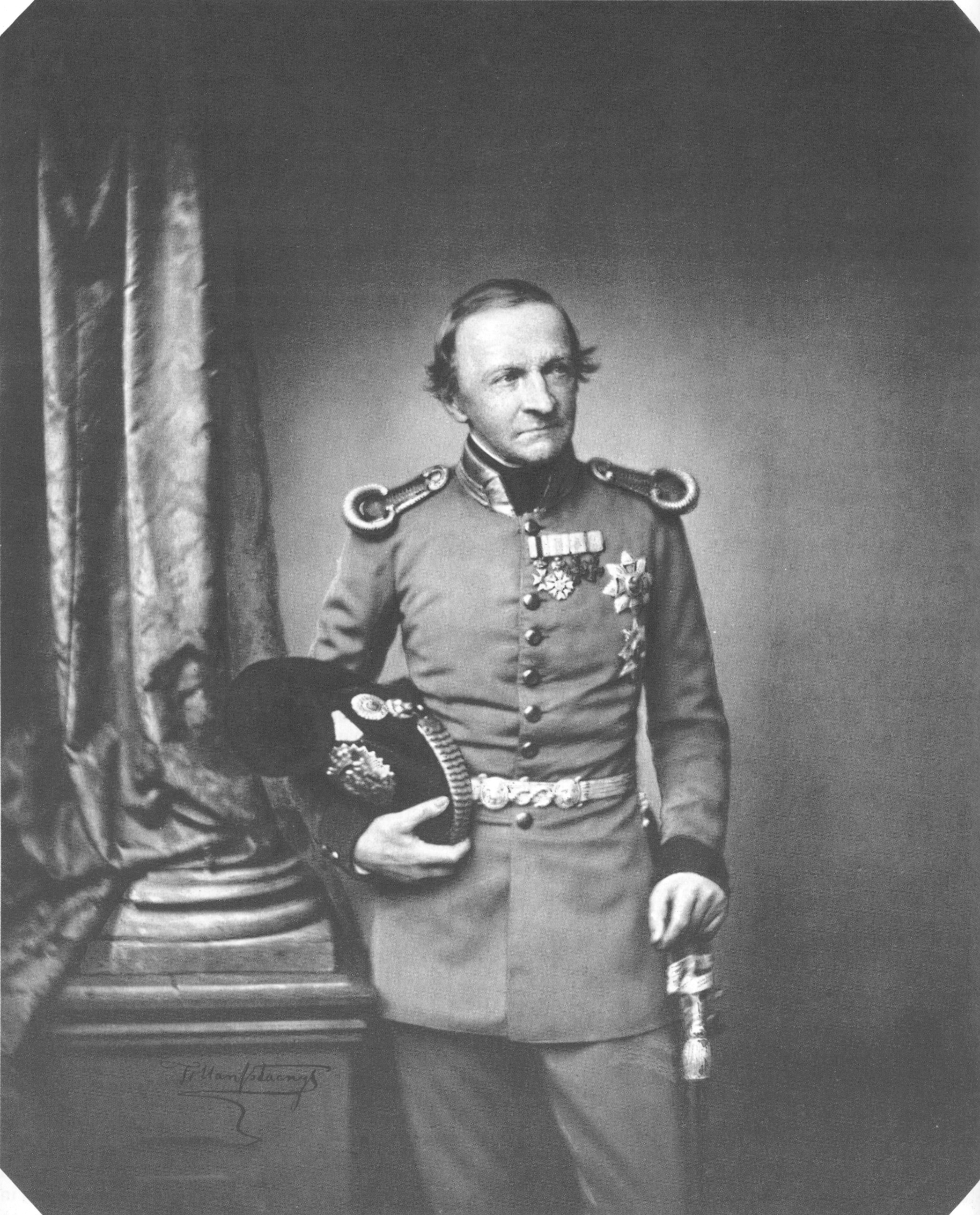
Lluís I., fotografiat per Franz Seraph Hanfstaengl cap al 1860

El dia 12 d'octubre de 1810 contragué matrimoni a Múnic amb Teresa de Saxònia-Hildburghausen (1792-1854, filla del duc Frederic I de Saxònia-Altenburg i de la duquessa Carlota de Mecklenburg-Strelitz. La parella tingué els següents fills:
- SM el rei Maximilià II de Baviera, nascut a Múnic 1811 i mort el 1864. Es casà amb la princesa Maria de Prússia el 1842 a Múnic.
- SAR la princesa Matilde de Baviera, nada a Augsburg el 1813 i morta a Darmstadt el 1862. Es casà amb el gran duc Lluís III de Hessen-Darmstadt el 1833 a Múnic.
- SM el rei Otó I de Grècia, nat a Salzburg el 1815 i mort a Bamberg el 1867. Es casà amb la duquessa Amàlia d'Oldenburg el 1836 a Oldenburg.
- SAR la princesa Teodora de Baviera, nada a Würzburg el 1816 i morta a Würzburg el 1817.
- SAR el príncep Leopold de Baviera, nat a Würzburg el 1821 i mort a Múnic el 1912. Es casà a Florència el 1844 amb l'arxiduquessa Augusta d'Àustria-Toscana.
- SAR la princesa Adelgunes de Baviera, nada a Würzburg el 1823 i morta a Múnic el 1914. Es casà a Múnic el 1842 amb el duc Francesc V de Mòdena.
- SAR la princesa Hildegard de Baviera, nada a Würzburg el 1825 i morta a Viena el 1864. Es casà a Múnic amb l'arxiduc Albert d'Àustria.
- SAR la princesa Alexandra de Baviera, nada a Aschaffenburg el 1826 i morta a Múnic el 1876.
- SAR el príncep Adalbert de Baviera, nat a Múnic el 1828 i mort a Nymphenburg el 1875. Es casà a Madrid el 1856 amb la infanta Amàlia d'Espanya.